# Afrátion
Afrátion (Afrati) är en ort i Grekland.   Den ligger i prefekturen Nomós Evvoías och regionen Grekiska fastlandet, i den östra delen av landet, 50 km norr om huvudstaden Aten. Afrátion ligger 74 meter över havet och antalet invånare är 1 405. Den ligger på ön Euboia.
Terrängen runt Afrátion är kuperad åt nordost, men åt sydväst är den platt. En vik av havet är nära Afrátion söderut. Runt Afrátion är det ganska tätbefolkat, med 129 invånare per kvadratkilometer. Närmaste större samhälle är Chalkída, 7,5 km väster om Afrátion. 